# ヴィッラ・ヴィチェンティーナ
ヴィッラ・ヴィチェンティーナ（イタリア語: Villa Vicentina）は、イタリア共和国フリウリ＝ヴェネツィア・ジュリア州ウーディネ県に存在した、人口約1,400人の基礎自治体（コムーネ）。
2018年2月1日にフィウミチェッロと合併してフィウミチェッロ・ヴィッラ・ヴィチェンティーナの一部となった。

## 地理

### 位置・広がり

#### 隣接コムーネ
コムーネとしてのヴィッラ・ヴィチェンティーナは、以下のコムーネと隣接していた。
- アクイレイア
- チェルヴィニャーノ・デル・フリウーリ
- フィウミチェッロ
- ルーダ
- テルツォ・ダクイレーイア

## 行政

### 分離集落
以下の分離集落（フラツィオーネ）がある。
- Borgo Pacco, Borgo Sandrigo, Borgo Malborghetto, Capo di Sopra, Borgo Candelettis

## 姉妹都市
- Colpo、フランス